# تاجیماموری
تاجیماموری طرز نوشتن در کوجیکی (به ژاپنی: 多遅麻毛理 Tajimamori)، طرز نوشتن در نیهون‌شوکی (به ژاپنی: 田道間守)؛ چهره افسانه ای دوره کوفون است و به عنوان ایزد فراورده‌های قندی پرستش می‌شود.